# Benedict Arnold
 For alternative betydninger, se Benedict Arnold (flertydig). (Se også artikler, som begynder med Benedict Arnold)
Benedict Arnold (14. januar 1741 i Norwich, Connecticut – 14. juni 1801) var general i den kontinentale hær under USA's uafhængighedskrig.  Han er bedst kendt for en sammensværgelse, der gik ud på at overgive det amerikanske fort ved West Point i delstaten New York til briterne under uafhængighedskrigen.
Arnold havde markeret sig som revolutionshelt tidligt i krigen, på grund af snilde og mod ved Fort Ticonderoga i 1775 og i slaget ved Saratoga i 1777.  Arnold var stærkt imod den Kontinentale Kongres' beslutning om at indgå en alliance med Frankrig, fordi han havde oplevet et bittert nederlag til franskmændene og deres indianske allierede under den franske og indianske krig (1754–1763).
Arnold, der i stigende grad var misfornøjet på grund af uoverensstemmelser med den Kontinentale Kongres og militæret, led under en stigende personlig gæld og stod tillige over for en anklage om korruption, anlagt af myndighederne i delstaten Pennsylvania. På hjemmefronten var han også udsat for pres fra sin anden hustru, en ung britisk loyalist.   Tilskyndet af disse forhold udformede han da i 1780 en plan, der ville have givet de britiske styrker kontrollen over Hudson-floddalen og delte de 13 oprindelige kolonier midt over, samt indbragte ham 20.000 pund og dermed løste hans finansielle problemer. Planen blev forpurret, men det lykkedes Arnold at flygte til de britiske styrker i New York, hvor han blev belønnet med en udnævnelse til brigadegeneral i den britiske hær samt en nedsat økonomisk belønning på 6.000 pund.
I USA er Benedict Arnolds navn synonymt med landsforræderi, ganske som Quisling er det i en skandinavisk kontekst.